# スキュポス

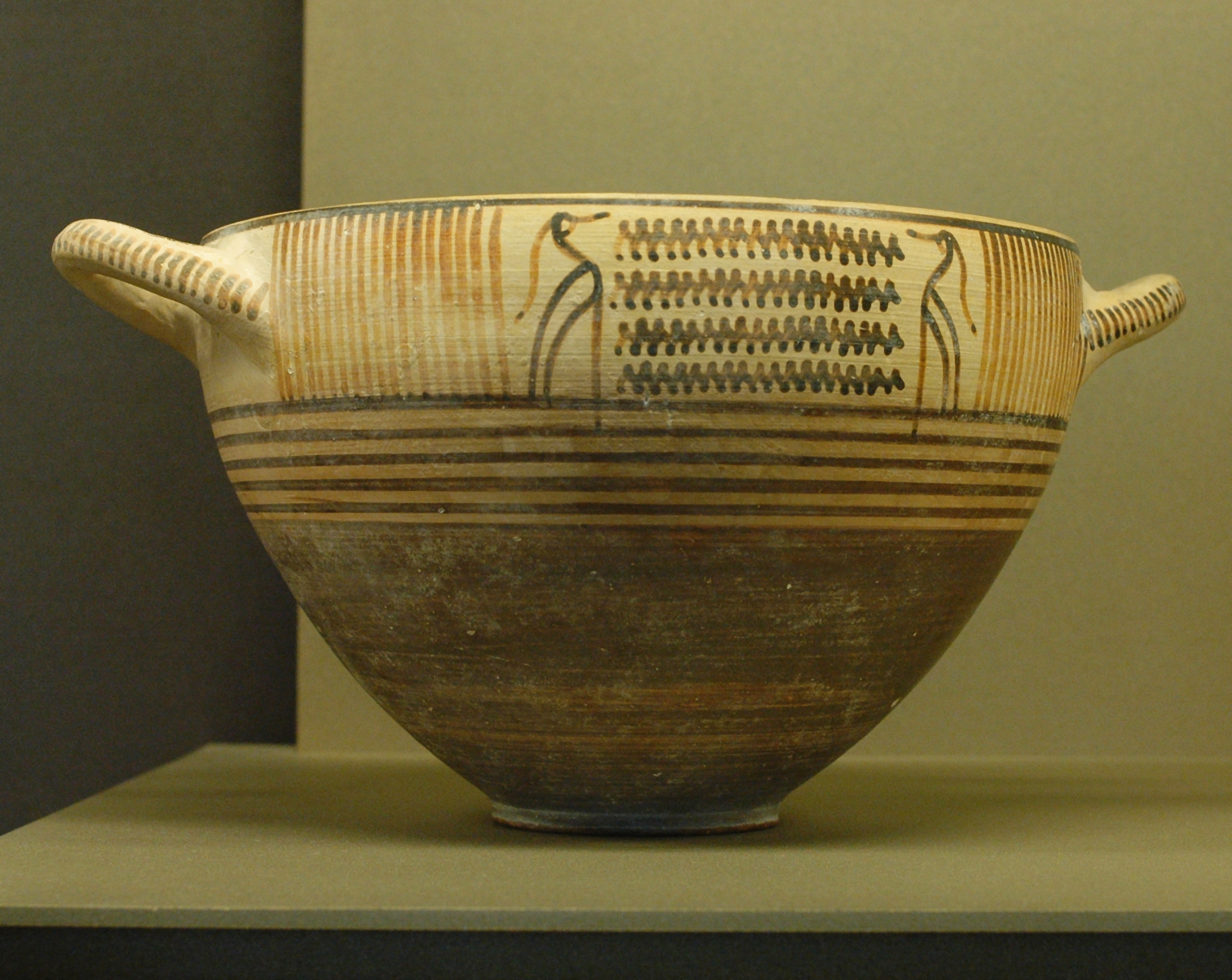
鳥が描かれたコリント式スキュポス。紀元前740年から730年ごろ。ルーヴル美術館

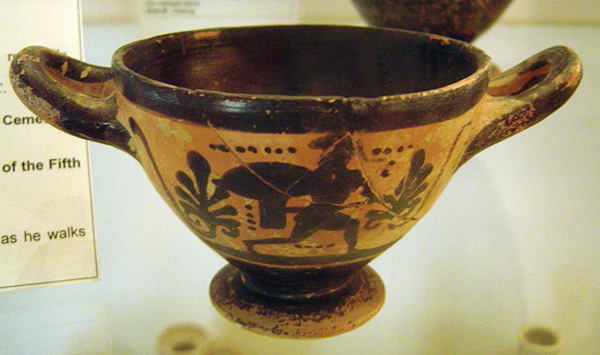
重装歩兵が描かれたアッティカ式スキュポス。紀元前490年から480年ごろ

スキュポス（ギリシア語: σκύφος、skyphos）は古代ギリシアの陶器の一種で、取っ手が2つ付いた深めのワイン用酒杯であり、輪状の脚部が付いている場合もある。取っ手は縁から水平に突き出た耳のような親指を通す穴のあるもの（コリントスおよびアテナイの型式）や低い位置から立ち上がっている形状のもの、縦にループ状に突き出ているものなどがある。特に glaux（フクロウ）と呼ばれる型式のスキュポスは、一方が水平でもう一方が垂直な取っ手になっている。
初期のスキュポスは幾何学様式時代から作られ始めた。コリントスで生まれ、アテナイが追随した。装飾の様式は時代と共に変化したが、形状は変わらなかった。
貴金属製のスキュポスも作られている。例えばウォレン・カップと呼ばれる銀のスキュポスがある。ゲティ美術館にはローマ帝国時代のカメオグラス製スキュポスがある。
取っ手のある酒杯の形状には他に次のようなものがある。
- コテュレ - カップ全般を指す言葉
- カンタロス - 上に伸びた垂直な取っ手のある酒杯
- キュリクス - 浅い酒杯
- コマスト - キュリクスよりやや深く、縁に特徴がある。

クラゲの分類名である「鉢虫綱 (Scyphozoa)」はスキュポスに形状が似ていることからこのように命名された。また、Sarcoscypha も形状からそのように命名されている。